# Siebenhitze (Eisleben)
Die Siebenhitze ist eine Wüstung im heutigen Stadtgebiet der Lutherstadt Eisleben in Sachsen-Anhalt, Deutschland.

## Lage
Die ehemals kleine Siedlung befand sich auf dem Gebiet der heutigen Vorderen- und Hinteren Siebenhitze in der Lutherstadt Eisleben am oberen Ende der Galgenbergschlucht nahe dem Rammtor, das bei der zweiten Ummauerung Eislebens errichtet wurde.

## Geschichte
Der Name deutet auf slawischen Ursprung hin. Auch in Orten der Umgebung (z. B. in Allstedt oder in Leimbach bei Querfurt) finden sich eigene Viertel dieses Namens. Hermann Größler vermutete einen Zusammenhang mit dem slawischen Wort sibonitza (= Galgen), was im Fall von Eisleben passt. In Allstedt gilt es als gesichert, dass Slawen an der Siebenhitze lebten.
Im Jahre 1342 und den folgenden wurde eine Schänke Siebenhittze vor dem Rammtor mehrfach im Zusammenhang mit der Verlegung des Klosters Neu-Helfta urkundlich erwähnt. Am 17. Februar 1546 wurde ebenfalls die Schenke Siebenhitz in einem Vertrag mit Vermittlung Martin Luthers zwischen den Grafen von Mansfeld erwähnt. Am 10. Juli 1579 wurde u. a. die Sieben-Hitz genannte Häusergruppe Neu-Helfta vor dem Rammtor im Eisleber Permutationsrezess an Kursachsen abgetreten.
Neben der Siebenhitze in Eisleben sind weitere Wüstungen und Ortsteile mit diesem Namen im Mansfelder Land und darüber hinaus bekannt (siehe Siebenhitze (Wüstung), Siebenhitze und Siebenhitz).